# Округ Самтер (Јужна Каролина)
Округ Самтер (енгл. Sumter County) је округ у америчкој савезној држави Јужна Каролина. По попису из 2010. године број становника је 107.456.

## Демографија
Према попису становништва из 2010. у округу је живело 107.456 становника, што је 2.810 (2,7%) становника више него 2000. године.
| Група             | 2000.          | 2010.          |
| Белци             | 51.664 (49,4%) | 50.423 (46,9%) |
| Афроамериканци    | 48.850 (46,7%) | 50.414 (46,9%) |
| Азијати           | 944 (0,9%)     | 1.188 (1,1%)   |
| Хиспаноамериканци | 1.918 (1,8%)   | 3.532 (3,3%)   |
| Укупно            | 104.646        | 107.456        |